# Nara Dreamland

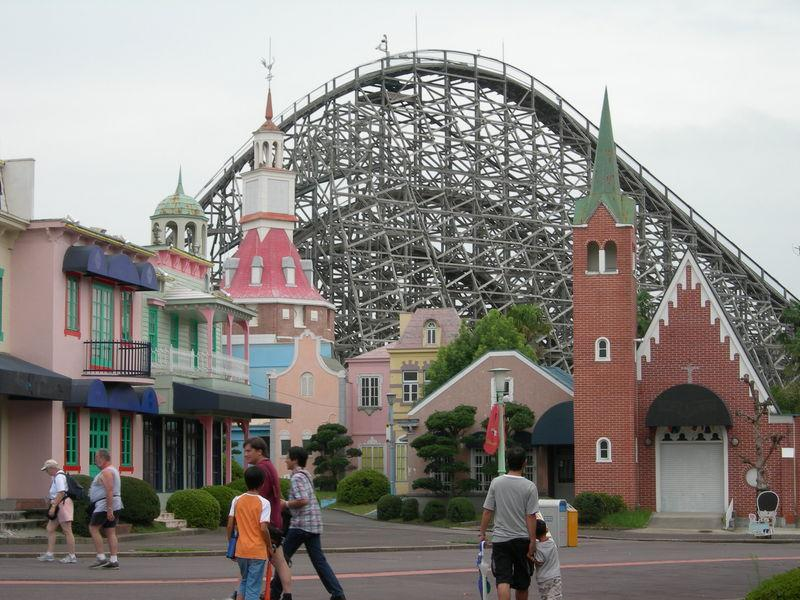
Nara Dreamland nel settembre 2005, meno di un anno prima della sua chiusura

Nara Dreamland (in giapponese 奈良ドリームランド?, Nara Dorīmurando), era un parco a tema vicino a Nara, in Giappone, fortemente ispirato a Disneyland in California. Inaugurato nel 1961, rimase ininterrottamente attivo fino alla sua chiusura definitiva nel 2006, a causa del calo di visitatori dovuto all'enorme popolarità dei nuovi parchi di divertimento in Giappone. Il parco fu abbandonato fino alla sua demolizione tra ottobre 2016 e dicembre 2017.